# STS-39
是历史上第四十次航天飞机任务，也是发现号航天飞机的第十二次太空飞行。

## 任务成员
- 迈克尔·科茨（Michael Coats，曾执行、以及任务），指令长
- 布莱恩·哈蒙德（Blaine Hammond，曾执行以及任务），飞行员
- 圭恩·布鲁福德（Guion Bluford，曾执行、以及任务），任务专家
- 格里高利·哈巴（Gregory J. Harbaugh，曾执行、以及任务），任务专家
- 理查德·赫耶布（Richard J. Hieb，曾执行、以及任务），任务专家
- 唐纳德·麦克蒙纳格（Donald R. McMonagle，曾执行、以及任务），任务专家
- 查尔斯·维茨（Charles L. Veach，曾执行以及任务），任务专家